# Prugasti orao
Prugasti orao (Aquila fasciata) je manji do srednje veliki orao iz porodice jastrebova (Accipitridae) koji se gnijezdi na širokom području u južnoj Europi, Africi, Indiji i Indoneziji.

## Opis
Prugasti orao dostiže dužinu od 55 do 65 cm, a krila su mu relativno kratka i zaobljena (142 -175 cm). Ženske su nešto veće od mužjaka. Gornji dijelovi su mu tamno smeđe, a donji bijele boje s tamnim prugama. Dugi rep je siv s bijelom donjom stranom i širokom tamnom prugom na gornjem nastavku. Noge i oči su mu žute. Obično se ne glasa, osim u blizini gnijezda gdje je opet nešto tiši od svojih najbližih srodnika. Zahvaljujući genetičkom istraživanju ova je vrsta premještena u rod Aquila (pravi orlovi) iz roda Hieraaetus.

## Stanište, razmnožavanje i ishrana
Prugasti orao je ptica stanarica koja se gnijezdi na šumovitom, često brdovitom području s nekim otvorenim prostorima. Afrički preferiraju savane, rubove šuma, kultivirana i raščišćena područja, pod uvjetom da tu postoje neka velika stabla. No, ova vrsta ne voli ni vrlo otvorena i niti gusto šumovita staništa.
Ženka polaže najčešće dva jaja, maksimalno do tri. 
Prugastii orao ima širok spektar plijena, kojega obavezno hvata živog. Obično lovi iz skrovišta, iz krošnji drveta, ali također hvata plijen obrušavanjem na tlo iz zraka poput drugih orlova. Uglavnom se hrani malim sisavcima, pticama i gmazovima.
- Ilustracija prugastog orla iz 1905.
- Prugasti orao u letu na Balearskom otočju
- Aquila fasciata

## Drugi projekti
|  | Zajednički poslužitelj ima još gradiva o temi Prugasti orao |
|  | Wikivrste imaju podatke o taksonu Prugasti orao             |